# مت بریتین
مت بریتین (انگلیسی: Matt Brittin؛ زادهٔ ۱ سپتامبر ۱۹۶۸) یک ورزشکار قایقرانی اهل بریتانیا، مدیر اجرایی گوگل و مدیر بخش اروپایی گوگل است.